# ニシノデイジー
ニシノデイジー（欧字名:Nishino Daisy、2016年4月18日 - ）は、日本の競走馬。主な勝ち鞍は2022年・2024年の中山大障害、2018年の札幌2歳ステークス、東京スポーツ杯2歳ステークス。 障害競走の絶対王者オジュウチョウサンの引退レースで勝利した馬として知られる。現役時の障害転向以降はマイネルグロン、イロゴトシと実質的な三強体制を築き上げ、障害競走を盛り上げた。
馬名の意味は冠名＋「すてきなもの」。

## 戦績

### デビュー前
2016年4月18日、北海道浦河町の谷川牧場で誕生。母系には馬主である西山茂行の父西山正行の代表所有馬で西山牧場の生産馬であるセイウンスカイ、ニシノフラワーの血が流れている。セイウンスカイの血を繋ぐために生まれた馬であり、執念の血統と評された。

### 2歳（2018年）
美浦・高木登厩舎に入厩。7月8日の新馬戦（函館芝1800m）でデビューし、ラブミーファインに1馬身半差の2着となる。中1週で出走した2戦目の未勝利戦で人気に応えて初勝利を挙げる。
しかし、管理する高木、鞍上の勝浦正樹はともに「もっと走れるはず」とこの時点ではまだ物足りなさを感じていたが、その後短期放牧を挟んで状態が良化。3戦目の札幌2歳ステークスでは6番人気とさほど評価は高くなかったが、4コーナーで先団に取り付き、直線で粘るナイママを競り落として重賞初制覇を果たした。西山は「16年前の狂気の交配がやっと花を咲かせた」と感想を残した。
東京スポーツ杯2歳ステークスでも重賞勝ち馬ながら8番人気に留まったが、ゴール前で4頭横一線となる激戦をハナ差制して重賞2連勝となった。
年末のホープフルステークスでは最内枠からの発走となり、勝負どころで内に包まれて位置取りを下げざるを得なくなった。最後は馬群を縫って伸びたが3着に終わった。

### 3歳（2019年） - 5歳（2021年）
年明け初戦として3月3日の弥生賞に出走。メンバー中唯一の重賞2勝馬という事もあり1番人気に推されたが、重馬場でのレースの中で最後の直線で内を突くも外の馬に差し切られ、4着に敗れた。
続く4月14日の皐月賞では、前年のホープフルステークス優勝馬サートゥルナーリアが圧倒的支持を受ける中で6番人気での出走となった。レースでは中団に位置を取ったものの向こう正面で内に入れた際に他馬と接触するアクシデントがあり、直線でも伸びを見せられずブービーの17着に敗退した。
前走の大敗もあって5月26日の第86回東京優駿では大きく人気を落とし、単勝オッズ107.9倍の13番人気で出走。しかしレースでは折り合いを付けながら競馬を進め、12番人気ロジャーバローズが優勝する波乱の中で内からしぶとく伸び、サートゥルナーリアにアタマ差まで迫る5着に健闘した。なお、ダービーまでは西山茂行が「オーナー特権」として勝浦の継続騎乗を決定している。
秋初戦には9月16日のセントライト記念を選択。混戦模様の中で青葉賞勝ち馬リオンリオンに次ぐ2番人気に推され、折り合いを重視し後方からの競馬を選択したが、4コーナーで大外を周る展開となり、最後はメンバー中最速の上がりで追い込んだものの5着となった。
セントライト記念では「3着までに入らなかった場合、勝浦とのコンビを解消する」という申し合わせがあり、このレースを最後に勝浦は本馬に騎乗することはなくなった。年内最後の出走となった菊花賞では、当初「ニシノデイジーは京都競馬場に慣れた栗東所属の騎手にお願いしようと思います」と栗東所属の騎手にオファーしており、実際には武豊と大野拓弥が候補に上がっていた。本馬を管理する高木登調教師による交渉の末、武のエージェントである豊沢信夫が仲介するクリストフ・ルメールを鞍上に迎えて出走することが決定した。
迎えた菊花賞は最終的に皐月賞2着・ダービー3着馬ヴェロックスに次ぐ単勝オッズ6.0倍の2番人気に推されての出走となり、後方集団からレースを進めたが、直線では伸びを見せられず9着に敗れた。鞍上のルメールは「人気馬の後ろでレースができましたが、直線では切れる脚が使えず、ずっと同じペースでした。もっと流れが速くなって、スタミナを求められる展開が合うのかなと思います」とコメント。馬主の西山はレース後にブログで「まあ、力不足でした」としつつも「ただ、今年は皐月賞、ダービー、菊花賞とすべてのパドックに立ちました。ちょっと達成感があります」と綴った。なお、優勝したのは武が騎乗したワールドプレミアだった。
4歳初戦にはアメリカジョッキークラブカップを選択。このレースからは田辺裕信と新コンビを組んだ。2018年の有馬記念を制したブラストワンピース等が集まり、単勝は6番人気となった。レースでは6着に終わった。レース後に田辺騎手は 「道中は感じ良く行けたけど、最後は止まっていて、「あれ?」っという感じで、上手くいった割には物足りなかった」と語った。次走の金鯱賞も6着としたが、その後は2桁着順が続いた。

### 6歳（2022年）
2022年初戦の白富士ステークスで12着となったところで、陣営はニシノデイジーを障害へ転向させることを決断。未勝利戦を2戦目で勝ち上がり（このレース時に 芝とダートの切れ目で誤ってジャンプした逸話が有名。） 、初のオープン戦となった秋陽ジャンプステークスでは2着。
秋陽ジャンプステークスの後、陣営では次走としてオープン戦を検討していたが、五十嵐雄祐騎手が中山大障害への挑戦を志願したこともあり、中山大障害へ出走。レースでは大生垣障害の先で先頭に立つと、引退レースだったオジュウチョウサン以下を押し切り優勝、約4年ぶりの重賞制覇となった。平地重賞及び障害重賞の両制覇を果たしたことで一部では「二刀流」と呼ばれる。同年のJRA賞最優秀障害馬はオジュウチョウサンと票が分かれて接戦となり、138票対137票と1票差で受賞を逃した。

### 7歳（2023年）
7歳は3月11日の阪神スプリングジャンプから始動となったが、これまでの鞍上を務めた五十嵐がミッキーメテオへの騎乗を選択したため、中山大障害でオジュウチョウサンに騎乗していた石神深一との新コンビで臨んだ。しかし、ジェミニキングの3着に敗れた。4月15日の中山グランドジャンプでは1番人気に支持されたが、スタートで出遅れた影響もあり、9着に大敗。その後は秋へ向けて休養に入った。
秋復帰初戦は10月15日の東京ハイジャンプとなり、鞍上は五十嵐に戻ったが重馬場の影響もあり11着と大敗した。連覇に挑んだ12月23日の中山大障害は、3番人気で出走。マイネルグロンに10馬身差を付けられての2着であったが、3着のエコロデュエルには6馬身差を付けており、復調へ向けての足掛かりとなった。

### 8歳（2024年）
8歳初戦は前年同様に3月9日の阪神スプリングジャンプから始動して4着の後、4月13日の中山グランドジャンプに挑んだ。結果はイロゴトシの連覇を許したが3着となった。その後は前年同様に休養に入り、復帰は10月13日の東京ハイジャンプとなったが4着と、勝ちきれないレースが続く中で、12月21日の中山大障害に臨んだ。レースでは1番人気で連覇がかかったマイネルグロンを含む3頭が最終の生垣障害で落馬するアクシデントが起きたが、最終障害手前で仕掛けて先頭に立ち、最終障害飛越後は突き放してエコロデュエルに5馬身差をつけての快勝で2年ぶりの勝利を収めた。表彰式では平地競走時代のパートナーで同年に騎手を引退していた勝浦正樹がニシノデイジーに跨り、口取り写真に加わっている。
勝利から一夜明けた同月22日、オーナーの西山茂行のブログで中山大障害の勝利を最後に現役を引退し、明け9歳となる2025年より種牡馬入りすることが発表され、12月26日付けでJRAの競走馬登録を抹消された。
種牡馬として新冠町の白馬牧場で繋養される。

## 競走成績
以下の内容はnetkeiba.comの情報に基づく。
| 競走日     | 競馬場 | 競走名           | 格    | 距離（馬場）  | 頭 数 | 枠 番 | 馬 番 | オッズ （人気） | 着順 | タイム （上り3F/平均1F） | 着差 | 騎手        | 斤量 [kg] | 1着馬（2着馬）     | 馬体重 [kg] |
| ---------- | ------ | ---------------- | ----- | ------------- | ----- | ----- | ----- | --------------- | ---- | ------------------------ | ---- | ----------- | --------- | ------------------ | ----------- |
| 2018.07.08 | 函館   | 2歳新馬          |       | 芝1800m（稍） | 7     | 4     | 4     | 005.30（2人）   | 02着 | R1:53.6（36.0）          | -0.2 | 0勝浦正樹   | 54        | ラブミーファイン   | 478         |
| 0000.07.21 | 函館   | 2歳未勝利        |       | 芝1800m（良） | 12    | 5     | 5     | 001.50（1人）   | 01着 | R1:49.7（35.7）          | -0.2 | 0勝浦正樹   | 54        | （トゥアレグ）     | 476         |
| 0000.09.01 | 札幌   | 札幌2歳S         | GIII  | 芝1800m（良） | 14    | 3     | 3     | 028.20（6人）   | 01着 | R1:50.1（37.0）          | -0.0 | 0勝浦正樹   | 54        | （ナイママ）       | 474         |
| 0000.11.17 | 東京   | 東スポ杯2歳S     | GIII  | 芝1800m（良） | 16    | 1     | 2     | 038.40（8人）   | 01着 | R1:46.6（33.9）          | -0.0 | 0勝浦正樹   | 55        | （アガラス）       | 486         |
| 0000.12.28 | 中山   | ホープフルS      | GI    | 芝2000m（良） | 13    | 1     | 1     | 006.60（3人）   | 03着 | R2:01.9（35.3）          | -0.3 | 0勝浦正樹   | 55        | サートゥルナーリア | 490         |
| 2019.03.03 | 中山   | 弥生賞           | GII   | 芝2000m（重） | 10    | 2     | 2     | 002.70（1人）   | 04着 | R2:03.7（37.1）          | -0.4 | 0勝浦正樹   | 56        | メイショウテンゲン | 496         |
| 0000.04.14 | 中山   | 皐月賞           | GI    | 芝2000m（良） | 18    | 4     | 8     | 030.20（6人）   | 17着 | R2:00.1（35.9）          | -2.0 | 0勝浦正樹   | 57        | サートゥルナーリア | 486         |
| 0000.05.26 | 東京   | 東京優駿         | GI    | 芝2400m（良） | 18    | 5     | 9     | 107.9（13人）   | 05着 | R2.23.1（34.3）          | -0.5 | 0勝浦正樹   | 57        | ロジャーバローズ   | 486         |
| 0000.09.16 | 中山   | セントライト記念 | GII   | 芝2200m（重） | 18    | 6     | 12    | 005.80（2人）   | 05着 | R2.12.1（35.0）          | -0.6 | 0勝浦正樹   | 56        | リオンリオン       | 488         |
| 0000.10.20 | 京都   | 菊花賞           | GI    | 芝3000m（良） | 18    | 1     | 2     | 006.00（2人）   | 09着 | R3.06.7（36.2）          | -0.7 | 0C.ルメール | 57        | ワールドプレミア   | 492         |
| 2020.01.26 | 中山   | AJCC             | GII   | 芝2200m（稍） | 12    | 7     | 9     | 008.20（6人）   | 06着 | R2:16.1（37.2）          | -1.1 | 0田辺裕信   | 55        | ブラストワンピース | 494         |
| 0000.03.15 | 中京   | 金鯱賞           | GII   | 芝2000m（良） | 12    | 3     | 3     | 020.60（4人）   | 06着 | R2:02.3（33.6）          | -0.7 | 0田辺裕信   | 56        | サートゥルナーリア | 496         |
| 0000.05.31 | 東京   | 目黒記念         | GII   | 芝2500m（良） | 18    | 8     | 18    | 019.20（9人）   | 18着 | R2:31.9（37.9）          | -2.3 | 0田辺裕信   | 56        | キングオブコージ   | 488         |
| 0000.07.19 | 函館   | 函館記念         | GIII  | 芝2000m（良） | 16    | 7     | 13    | 010.30（6人）   | 13着 | R2:01.4（37.8）          | -1.7 | 0勝浦正樹   | 56        | アドマイヤジャスタ | 490         |
| 2021.02.07 | 東京   | 東京新聞杯       | GIII  | 芝1600m（良） | 16    | 4     | 8     | 068.7（13人）   | 13着 | R1:33.5（34.9）          | -1.1 | 0勝浦正樹   | 56        | カラテ             | 494         |
| 0000.05.09 | 新潟   | 新潟大賞典       | GIII  | 芝2000m（良） | 14    | 7     | 12    | 064.4（12人）   | 12着 | R2:01.4（38.8）          | -2.1 | 0勝浦正樹   | 55        | サンレイポケット   | 486         |
| 0000.06.13 | 東京   | エプソムC        | GIII  | 芝1800m（良） | 18    | 6     | 11    | 092.9（16人）   | 18着 | R1:47.0（36.6）          | -1.9 | 0江田照男   | 56        | ザダル             | 486         |
| 0000.11.21 | 東京   | 霜月S            | OP    | ダ1400m（良） | 16    | 3     | 6     | 066.3（14人）   | 11着 | R1:24.7（36.0）          | -1.0 | 0内田博幸   | 54        | ヘリオス           | 494         |
| 0000.12.28 | 阪神   | ベテルギウスS    | L     | ダ1800m（良） | 16    | 4     | 7     | 087.1（16人）   | 12着 | R1:53.5（37.7）          | -1.8 | 0松若風馬   | 57        | アイオライト       | 494         |
| 2022.01.29 | 東京   | 白富士S          | L     | 芝2000m（良） | 14    | 8     | 13    | 236.3（13人）   | 12着 | R1:58.6（34.7）          | -1.2 | 0丸山元気   | 57        | ジャックドール     | 492         |
| 0000.05.28 | 新潟   | 障害4歳上未勝利  |       | 障2890m（稍） | 14    | 4     | 6     | 007.40（5人）   | 03着 | R3:12.0（13.3）          | -0.5 | 0五十嵐雄祐 | 60        | ビーマイオーシャン | 494         |
| 0000.06.19 | 東京   | 障害3歳上未勝利  |       | 障3000m（良） | 11    | 4     | 4     | 001.70（1人）   | 01着 | R3:23.1（13.5）          | -0.5 | 0五十嵐雄祐 | 60        | （ファルヴォーレ） | 496         |
| 0000.11.19 | 東京   | 秋陽ジャンプS    | OP    | 障3110m（良） | 14    | 6     | 9     | 002.60（1人）   | 02着 | R3:27.4（13.3）          | -0.1 | 0五十嵐雄祐 | 59        | コウユーヌレエフ   | 502         |
| 0000.12.24 | 中山   | 中山大障害       | J･GI  | 障4100m（良） | 11    | 7     | 9     | 015.40（5人）   | 01着 | R4:45.9（13.9）          | -0.5 | 0五十嵐雄祐 | 63        | （ゼノヴァース）   | 504         |
| 2023.03.11 | 阪神   | 阪神スプリングJ  | J･GII | 障3900m（良） | 12    | 2     | 2     | 002.20（1人）   | 03着 | R4:23.0（13.5）          | -1.4 | 0石神深一   | 62        | ジェミニキング     | 500         |
| 0000.04.15 | 中山   | 中山グランドJ    | J･GI  | 障4250m（重） | 10    | 3     | 3     | 001.80（1人）   | 09着 | R5:00.2（14.1）          | -6.1 | 0石神深一   | 63        | イロゴトシ         | 504         |
| 0000.10.15 | 東京   | 東京ハイJ        | J･GII | 障3110m（重） | 12    | 3     | 3     | 005.60（3人）   | 11着 | R3:37.0（14.0）          | -5.0 | 0五十嵐雄祐 | 62        | マイネルグロン     | 510         |
| 0000.12.23 | 中山   | 中山大障害       | J･GI  | 障4100m（良） | 12    | 7     | 9     | 006.60（3人）   | 02着 | R4:39.6（13.6）          | -1.8 | 0五十嵐雄祐 | 63        | マイネルグロン     | 504         |
| 2024.03.09 | 阪神   | 阪神スプリングJ  | J･GII | 障3900m（良） | 10    | 6     | 6     | 010.30（3人）   | 04着 | R4:26.4（13.7）          | -2.5 | 0五十嵐雄祐 | 62        | マイネルグロン     | 506         |
| 0000.04.13 | 中山   | 中山グランドJ    | J･GI  | 障4250m（良） | 12    | 7     | 10    | 014.20（3人）   | 03着 | R4:48.1（13.6）          | -0.6 | 0五十嵐雄祐 | 63        | イロゴトシ         | 504         |
| 0000.10.13 | 東京   | 東京ハイJ        | J･GII | 障3110m（良） | 9     | 6     | 6     | 006.50（2人）   | 04着 | R3:26.0（13.2）          | -0.8 | 0五十嵐雄祐 | 62        | ジューンベロシティ | 506         |
| 0000.12.21 | 中山   | 中山大障害       | J・GI | 障4100m（良） | 9     | 8     | 8     | 006.00（4人）   | 01着 | R4:40.4（13.7）          | -0.8 | 0五十嵐雄祐 | 63        | （エコロデュエル） | 506         |

## 種牡馬時代
2025年より北海道新冠町の白馬牧場で種牡馬入りした。

## 血統表
| ニシノデイジーの血統                   | ニシノデイジーの血統                                | ニシノデイジーの血統                                | （血統表の出典）                                    | （血統表の出典）  |
| 父系                                   | デインヒル系                                        | デインヒル系                                        | デインヒル系                                        |                   |
| 父 *ハービンジャー Harbinger 2006 鹿毛 | 父の父Dansili 1996 黒鹿毛                           | *デインヒル                                         | Danzig                                              | Danzig            |
| 父 *ハービンジャー Harbinger 2006 鹿毛 | 父の父Dansili 1996 黒鹿毛                           | *デインヒル                                         | Razyana                                             |                   |
| 父 *ハービンジャー Harbinger 2006 鹿毛 | 父の父Dansili 1996 黒鹿毛                           | Hasili                                              | Kahyasi                                             | Kahyasi           |
| 父 *ハービンジャー Harbinger 2006 鹿毛 | 父の父Dansili 1996 黒鹿毛                           | Hasili                                              | Kerali                                              |                   |
| 父 *ハービンジャー Harbinger 2006 鹿毛 | 父の母Penang Pearl 1996 鹿毛                        | Bering                                              | Arctic Tern                                         | Arctic Tern       |
| 父 *ハービンジャー Harbinger 2006 鹿毛 | 父の母Penang Pearl 1996 鹿毛                        | Bering                                              | Beaune                                              |                   |
| 父 *ハービンジャー Harbinger 2006 鹿毛 | 父の母Penang Pearl 1996 鹿毛                        | Guapa                                               | Shareef Dancer                                      | Shareef Dancer    |
| 父 *ハービンジャー Harbinger 2006 鹿毛 | 父の母Penang Pearl 1996 鹿毛                        | Guapa                                               | Sauceboat                                           |                   |
| 母 ニシノヒナギク 2008 鹿毛            | 母の父アグネスタキオン 1998 栗毛                    | *サンデーサイレンス                                 | Halo                                                | Halo              |
| 母 ニシノヒナギク 2008 鹿毛            | 母の父アグネスタキオン 1998 栗毛                    | *サンデーサイレンス                                 | Wishing Well                                        |                   |
| 母 ニシノヒナギク 2008 鹿毛            | 母の父アグネスタキオン 1998 栗毛                    | アグネスフローラ                                    | *ロイヤルスキー                                     | *ロイヤルスキー   |
| 母 ニシノヒナギク 2008 鹿毛            | 母の父アグネスタキオン 1998 栗毛                    | アグネスフローラ                                    | アグネスレディー                                    |                   |
| 母 ニシノヒナギク 2008 鹿毛            | 母の母ニシノミライ 2003 鹿毛                        | セイウンスカイ                                      | *シェリフズスター                                   | *シェリフズスター |
| 母 ニシノヒナギク 2008 鹿毛            | 母の母ニシノミライ 2003 鹿毛                        | セイウンスカイ                                      | シスターミル                                        |                   |
| 母 ニシノヒナギク 2008 鹿毛            | 母の母ニシノミライ 2003 鹿毛                        | ニシノフラワー                                      | Majestic Light                                      | Majestic Light    |
| 母 ニシノヒナギク 2008 鹿毛            | 母の母ニシノミライ 2003 鹿毛                        | ニシノフラワー                                      | *デュプリシト                                       |                   |
| 母系(F-No.)                            | デュプリシト系(FN:2-s)                              | デュプリシト系(FN:2-s)                              | デュプリシト系(FN:2-s)                              | [ § 2 ]           |
| 5代内の近親交配                        | Danzig4×5＝9.38%、Northern Dancer5･5（父内）＝6.25% | Danzig4×5＝9.38%、Northern Dancer5･5（父内）＝6.25% | Danzig4×5＝9.38%、Northern Dancer5･5（父内）＝6.25% | [ § 3 ]           |
| 出典                                   | 1. 2. 3.                                            | 1. 2. 3.                                            | 1. 2. 3.                                            | 1. 2. 3.          |

- 母ニシノヒナギクは現役時代に中央で4戦して未勝利[39]。
- 3代母ニシノフラワーは1992年桜花賞、スプリンターズステークス、1991年阪神3歳牝馬ステークスなどの勝ち馬で、ニシノフラワーの半妹ニシノタカラヅカの産駒にネロ（京阪杯2回）がいる[40]。
- 牝系はセクレタリアトやロードカナロアと同じサムシングロイヤル系に属する。